# Schiffsfunde von Zwammerdam

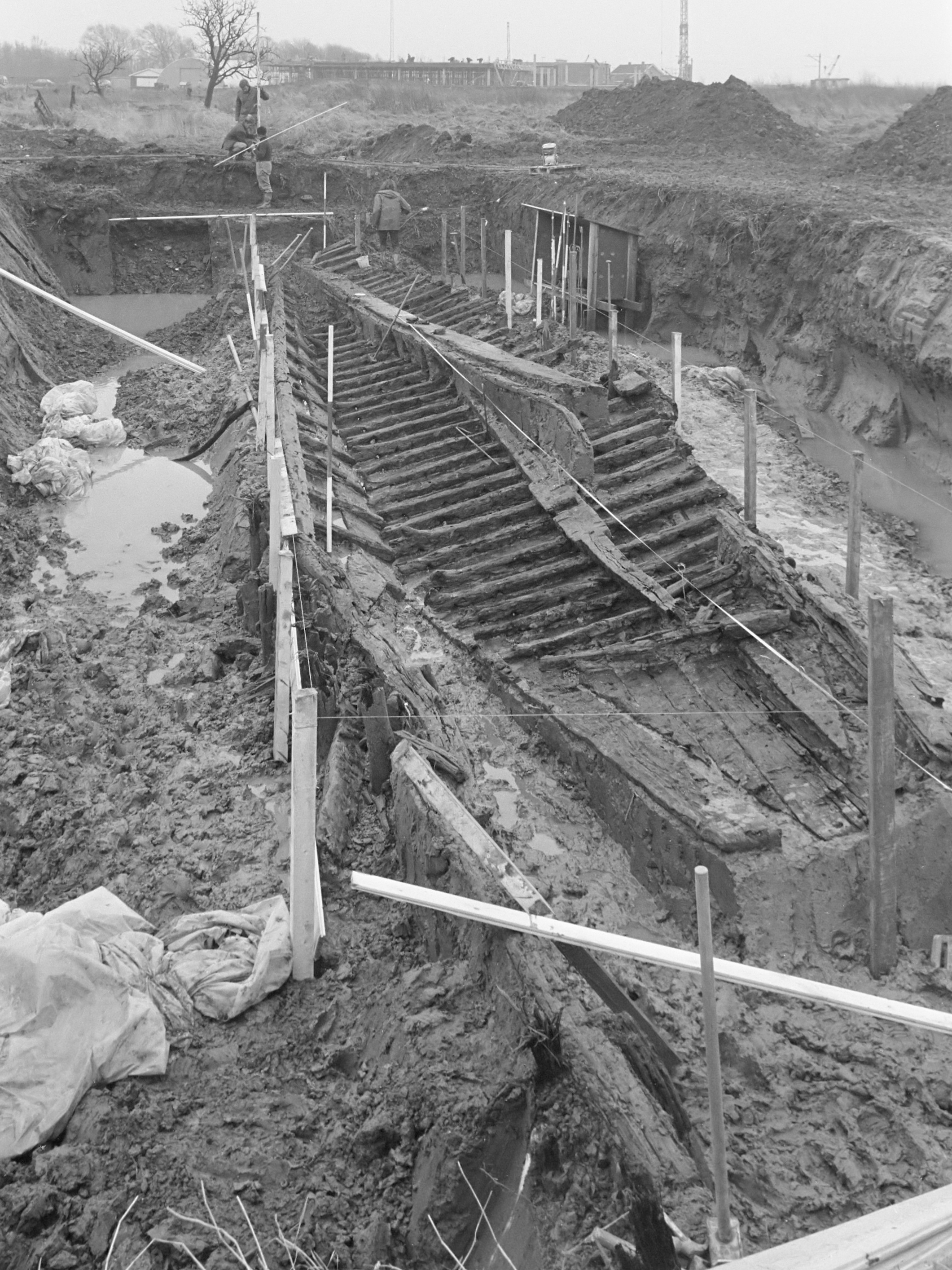
„Zwammerdam 2“ während der Ausgrabungen im Jahr 1972

Die Schiffsfunde von Zwammerdam sind die archäologischen Relikte von insgesamt sechs römischen Schiffswracks unterschiedlicher Größe und Funktion. Sie wurden in der Nähe des Auxiliarkastells Nigrum Pullum am Niedergermanischen Limes auf dem Gebiet des heutigen Zwammerdam, eines Dorfs der Gemeinde Alphen aan den Rijn in der niederländischen Provinz Südholland, gefunden. Neben den Schiffsfunden von Woerden und den Schiffsfunden von De Meern befindet sich damit in Zwammerdam einer der bedeutendsten Fundplätze römischer Schiffe in Nordwesteuropa, nicht zuletzt weil die in diesem Teil der Niederlande unter dem Meeresspiegel gelegenen, permanent feuchten Böden die Hölzer sehr gut konserviert haben. Die Wracks werden in der Fachliteratur von „Zwammerdam 1“ bis „Zwammerdam 6“ durchnummeriert, die Nummerierung erfolgte in der chronologischen Reihe der Entdeckungen.

## Lage und Forschungsgeschichte

Lage der Wracks nördlich des Kastells Nigrum Pullum

Während der Untersuchungen am Auxiliarkastell Nigrum Pullum in den Jahren 1968 bis 1974 durch das Instituut voor Prae- en Protohistorie (I.P.P.) der Universiteit van Amsterdam unter der Leitung von Willem Glasbergen stieß man im Dezember 1971 zufällig auf die ersten Bretter des ersten Wracks des Fundkomplexes, die Zwammerdam 1. Ein paar Monate später entdeckte man ein zweites Schiff. Für dieses planten die Archäologen mit einer Ausgrabungszeit von drei Wochen, aber das Schiff erwies sich als deutlich größer als man erwartet hatte, so dass die Ausgrabungen schließlich ein Jahr in Anspruch nahmen. Es folgten vier weitere Schiffe. Die Entdeckungen sorgten für viel Publizität im In- und Ausland. Die niederländische Königin Juliana erschien 1974 zweimal persönlich vor Ort, um sich über den Stand der Grabungen zu informieren. Dendrochronologisch konnte inzwischen nachgewiesen werden, dass die Schiffe insgesamt in einem Zeitraum von über 100 Jahren angefertigt wurden. Das älteste Boot war die Zwammerdam 4, die im Jahr 97 (nach anderen Angaben nicht vor 98) angefertigt worden ist, das jüngste Schiff war die Zwammerdam 5, die 205 konstruiert wurde.

## Befunde

### Die Einbäume Zwammerdam 1, 3 und 5
Bei diesen Wracks handelt es sich um drei aus Eiche gehauene Einbäume unterschiedlicher Größe. Während die kleineren Baumstammkanus Zwammerdamm 1 und Zwammerdam 5 als Fischerboote dienten, war die Zwammerdam 3 vermutlich eine Sonderform, die auch zum Transport von Lasten gedient haben könnte.

#### Zwammerdam 1
Zwammerdam 1 (zufällig entdeckt im Dezember 1971) war 6,99 m lang und vermutlich 1,05 m breit. Die Breite kann nur geschätzt werden, da bei der Entdeckung der Mittelteil des Bootes vom Bagger zerstört wurde. Bei der Zwammerdam 1 wird auf Grund diverser Konstruktionsmerkmale, wie einer rechteckigen Öffnung im Deck und Bohrlöchern, die Verwendung einer Fischbütte in Betracht gezogen. Eine Fischbütte ist eine spezielle Kastenkonstruktion, in der der Fang lebend in Wasser aufbewahrt werden kann. Durch kleine Bohrungen wird der Kasten ständig mit Frischwasser versorgt.

#### Zwammerdam 3
Zwammerdam 3 war ein großer, 10,40 m langer und 1,40 m breiter, trogförmiger Einbaum mit angebauten Setzborden aus Weißtanne. Das Eichenholz des Hauptschiffskörpers wurde vermutlich aus Süddeutschland herangeschafft. Es konnten die Reste der Mastspur eines kleinen Mastes festgestellt werden, so dass die Zwammerdam 3 wahrscheinlich nicht nur gerudert, sondern auch gesegelt werden konnte, wobei das Segeln nur ein zusätzlicher Antrieb gewesen sein kann. Die Zwammerdam 3 bildet einen eigenständigen Typus innerhalb des Fundkomplexes. Offenbar ist dieser Typ eine Übergangsform von den Baumstammkanus (Zwammerdam 1 und Zwammerdam 5) zu den voll entwickelten Lastenkähnen (Zwammerdam 2 und Zwammerdam 6).

#### Zwammerdam 5
Zwammerdam 5 war ein kleiner Einbaum von nur 5,48 m Länge und 0,76 m Breite. Das teilweise noch erhaltene Deck bestand aus Weißtanne. In ihm befand sich eine Klappe mit noch funktionsfähigem Eisenschanier.
Zwammerdam 4 lag unmittelbar neben dem Bug der ungleich kleineren Zwammerdam 5. Wie bei der Zwammerdam 1 wird aufgrund ähnlicher Konstruktionsmerkmale (Klappe im Deck, kleine Bohrungen) auch für die Zwammerdam 4 die Verwendung einer Fischbütte für möglich gehalten.

### Die prahmähnlichen Schiffe Zwammerdam 2, 4 und 6
Bei diesem Teil der Funde handelt es sich um größere Plattbodenschiffe (20,25 m bis 34 m Länge), die starke Ähnlichkeiten mit Prahmen aufwiesen, ihr Boden war in der Art eines Kraweels konstruiert. Zwei der drei Schiffe dienten als Lastentransporter, eines war vermutlich ursprünglich als Fährschiff konzipiert worden. Möglicherweise kamen sie Mitte des zweiten Jahrhunderts für den Antransport von Baumaterialien im Zusammenhang mit einer Verstärkung des Niedergermanischen Limes zum Einsatz.

#### Zwammerdam 2
Zwammerdam 2 war ein Schiff von 22,75 m Länge und 2,80 m Breite. Die Höhe der Bordwand betrug maximal 0,95 m. Mittschiffs bildete sie ein Rechteck von 15,60 m Länge mal 2,40 m bis 2,80 m Breite, an das Vor- und Achterschiff jeweils in Form sich verengender Trapeze anschlossen. Die Untersuchung der Mastspur wies auf einen nur kleinen Mast, der als Treidelmast gedient haben könnte. Auffällig ist ein außerordentlich fest mit dem Rumpf verbundenes, neun Meter langes, schmales Kielschwein im Bereich des Mastes. Mit einem Gewicht von acht Tonnen zählt die Zwammerdam 2 zu den kleineren römischen Frachtprähmen, gleichwohl konnte sie eine Last von über 10 Tonnen befördern.
Die Zwammerdam 2 ist das jüngste Schiff des Fundkomplexes. Die dendrochronologische Analyse datiert sie auf das Jahr 205.

#### Zwammerdam 4
Zwammerdam 4 war mit einer Länge von 34 m, einer Breite von bis zu 4,50 m und einer maximalen Bordhöhe von 1,20 m das mit Abstand größte Schiff des Zwammerdamer Fundkomplexes. Mittschiffs bildete sie ein Rechteck von 24,50 m Länge mal 4,00 m bis 4,50 m Breite, an das Vor- und Achterschiff jeweils in Form sich verengender Trapeze anschlossen. Ausweislich einer dendrochronologischen Untersuchung, durch welche die Zwammerdam 4 dem Jahr 97 zugeordnet werden konnte (nach anderen Angaben nicht vor 98), ist sie auch das älteste Schiff, das dort gefunden wurde. Sie lag sechs Meter tief unter Sedimentablagerungen und konnte nur mittels einer eisernen Spundwand, mit der das Grabungsgelände gegen seitlich eindringendes Wasser gesichert wurde, trockengelegt, untersucht, dokumentiert und schließlich geborgen werden. Ihre Konstruktion beinhaltete 93 Querhölzer und sechs Plankengänge, bei denen die längste Planke 21,60 m maß, bei einer Breite von 85 cm und einer Dicke von 10 cm. Die Größe der Eiche, aus der diese Planke geschnitten wurde, muss enorm gewesen sein. Knapp acht Meter vom Vordersteven entfernt befand sich eine Mastbank, unter der sich die Mastspur befand. Mithilfe eines Querbalkens und eiserner Bügel wurde der (nicht erhaltene) Mast daran verklammert. Alle Konstruktionsmerkmale verweisen darauf, dass die Zwammerdam 4 ein Segelschiff gewesen sein muss, das in seiner Struktur und Dimension dem römischen Schiff Mainz 6 (im Museum für Antike Schifffahrt in Mainz) stark ähnelte.

#### Zwammerdam 6
Zwammerdam 6 war ein 20,25 m langes und bis zu 3,40 m breites Schiff, dessen Bordwandhöhe 0,90 m betrug. Mittschiffs bildet es ein Rechteck von 11,60 m mal 3,10 m bis 3,40 m, Vor- und Achterschiff werden nur wenig schmaler, so dass die Breite des Vorderstevens noch 2,40 m, die des Hecks 2,20 m betrug. Aufgrund dieser breiten Gestaltung von Bug und Heck sowie der nur allmählichen Steigung des Rumpfes zu den Schiffsenden hin wird eine Verwendung als Fähre angenommen. Durch die Einbringung der eisernen Spundwände zur Bergung von Zwammerdam 4 wurde aus der Backbordwand von Zwammerdam 6 leider eine Ecke herausgeschnitten und die Backbordwand insgesamt ins Schiffsinnere gedrückt und beschädigt. Die Steuerbordwand hingegen war nahezu vollständig erhalten und stand noch im Verbund mit dem Rumpf, wodurch dieses Schiff das einzige war, das schon während der Grabungen einen räumlichen Eindruck vermittelte.

### Steuerruder bei Zwammerdam 4 und 5

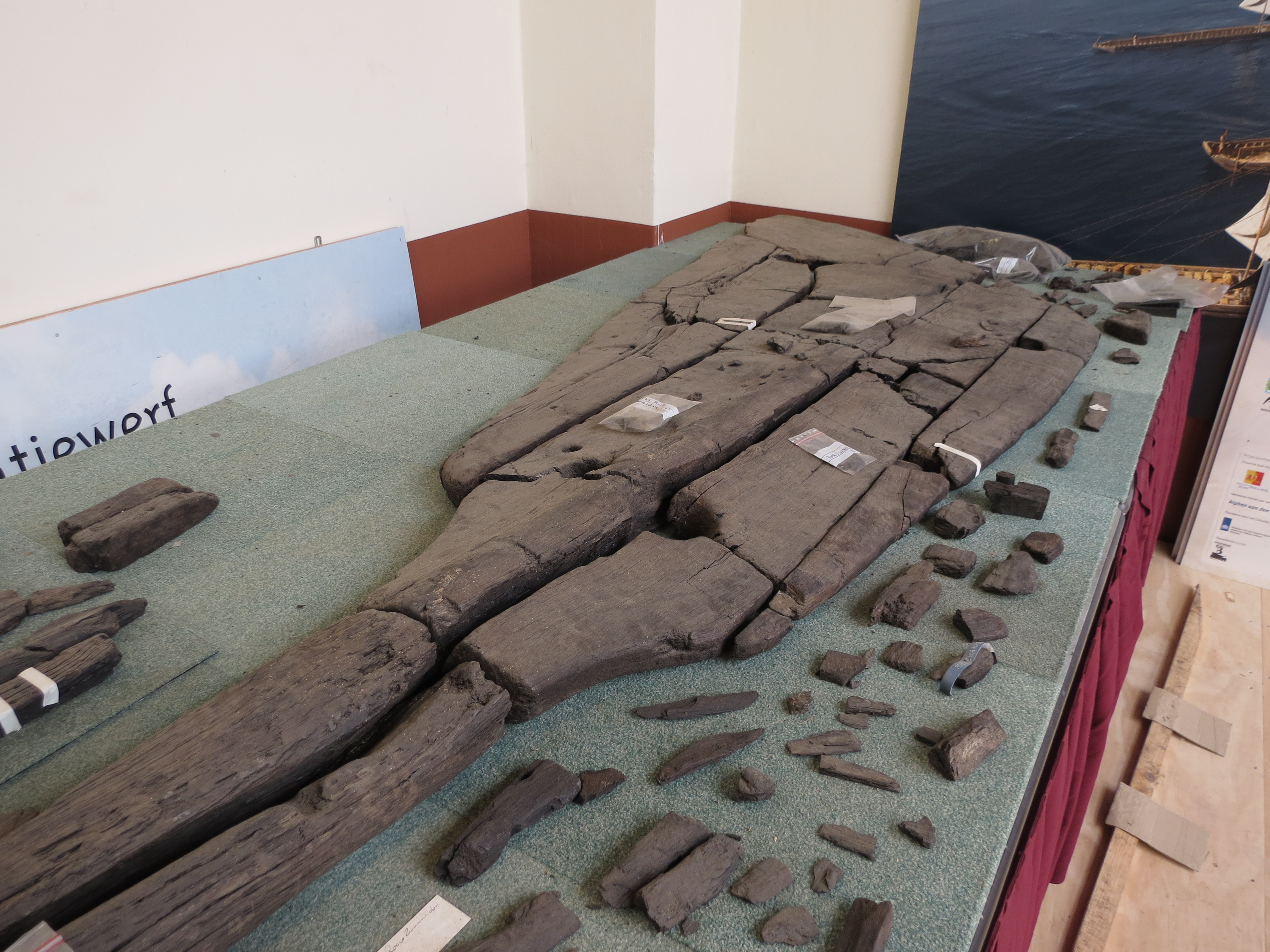
Ruderblatt

Nahe am Heck der Zwammerdam 4 und zum Teil unterhalb der Zwammerdam 5 konnte ein nahezu vollständig erhaltenes Steuerruder mit einer Länge von 5,15 m und einer Ruderblattbreite von 1,24 m geborgen werden. Ein Zusammenhang dieses Steuerruders mit der Zwammerdam 4 war nicht nachweisbar. Der Fund dieses Ruders ist insofern bemerkenswert, als römische Steuerruder fast nur aus bildlichen Darstellungen bekannt sind, wie der auf dem Grabstein des Blussus aus Mogontiacum. In situ bei archäologischen Ausgrabungen waren bis zur Zwammerdamer Entdeckung nur wenige Steuerruder gefunden worden, so 1911 im Lac de Neuchâtel bei Bevaix und 1928/30 bei den Nemi-Schiffen.

## Museale Präsentation

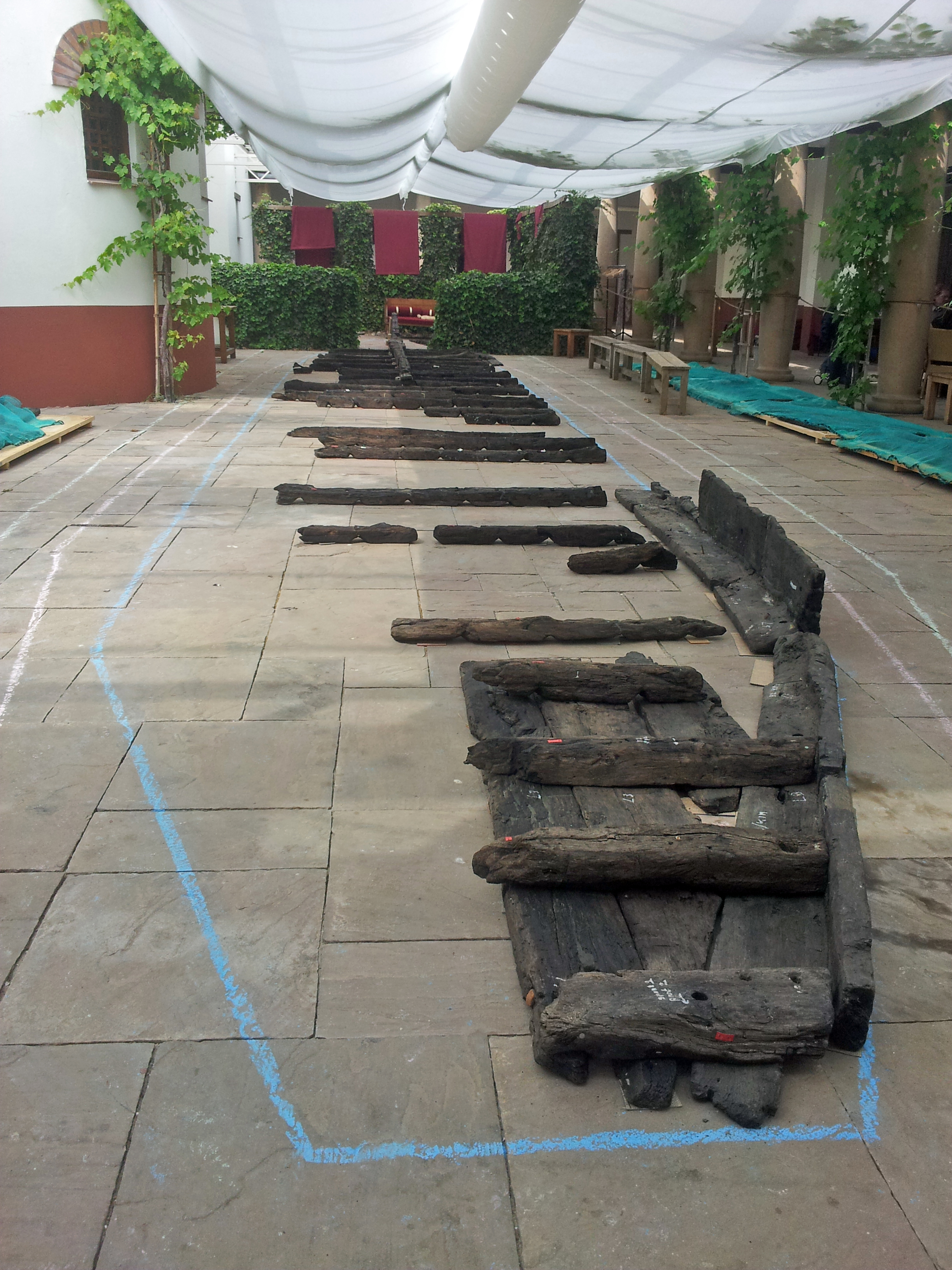
Präsentation von Teilen des Plattbodens der „Zwammerdam 2“ im Mai 2017

Auf dem Gelände des privatwirtschaftlich betriebenen, sehr populärwissenschaftlichen „Archäologischen Themenparks Archeon“ in Aalphen aan den Rijn soll bis zum Jahr 2025 das ehrgeizige Projekt Zwammerdamschepen en Nationaal Romeins scheepvaartmuseum (Schiffe von Zwammerdam und Nationales Römisches Schifffahrtsmuseum) realisiert werden. Das Projekt steht im Zusammenhang mit der beantragten Anerkennung auch des Niedergermanischen Limes als UNESCO-Weltkulturerbe und soll alle sechs Schiffe, die zurzeit noch konserviert sind oder sich in Restaurationswerkstätten befinden, wie im Nederlands Instituut voor Scheeps- en onderwater Archeologie (NISA) in Lelystad, wieder am Ort ihrer Entdeckung zusammenführen und sichtbar machen.
Ein Modell der Zwammerdam 2 im Maßstab 1:10 befindet sich in Mainz, im Museum für Antike Schifffahrt.